# Carex raciborskii
Carex raciborskii är en halvgräsart som beskrevs av Zapal. Carex raciborskii ingår i släktet starrar, och familjen halvgräs. Inga underarter finns listade i Catalogue of Life.